# Syntomeida syntomoides
Syntomeida syntomoides är en fjärilsart som beskrevs av Jean Baptiste Boisduval 1836. Syntomeida syntomoides ingår i släktet Syntomeida och familjen björnspinnare. Inga underarter finns listade i Catalogue of Life.